# Arquidiocese de Montpellier
A Arquidiocese de Montpellier (Archidiœcesis Montis Pessulani) é uma circunscrição eclesiástica da Igreja Católica situada em Montpellier, França. Seu atual arcebispo é Norbert José Henri Turini. Seus arcebispos carregam também os títulos de Lodève-Béziers-Agde-Saint-Pons-de-Thomières. Sua Sé é a Cathédrale Saint-Pierre de Montpellier.
Possui 62 paróquias servidas por 245 padres, abrangendo uma população de 1 130 000 habitantes, com 76,5% da dessa população jurisdicionada batizada (864 650 católicos).

## História
A diocese de Montpellier tem suas origens na antiga diocese de Maguelone, erigida no século III com território retirado da diocese de Nîmes. O primeiro bispo de Maguelone, de que há evidências históricas, foi Boécio, que esteve representado no Concílio de Toledo e participou no Concílio de Narbonne, ambos em 589. Originalmente era uma diocese sufragânea da Arquidiocese de Narbonne.

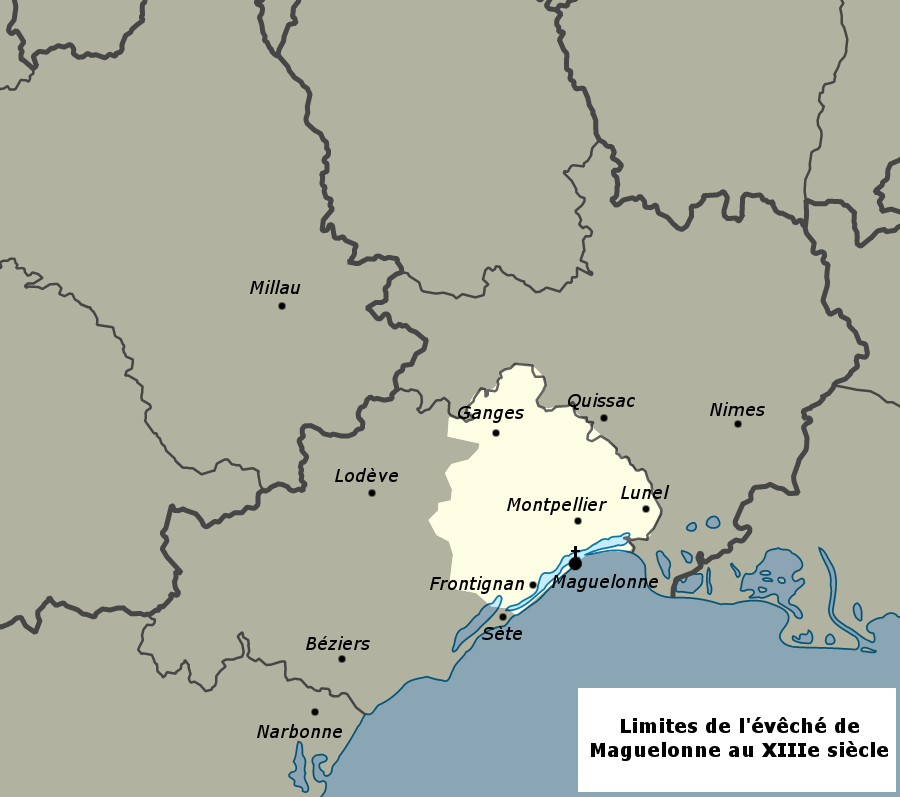
Extensão da Diocese de Maguelone no século XIII

Maguelone foi completamente destruída durante as guerras entre Carlos Martel e os sarracenos. Em seguida, a sede da diocese foi transferida para Sextancião, mas o Bispo Arnaud no século XI trouxe de volta para Maguelone depois de ter reconstruído a cidade.
Perto de Maguelone, as duas aldeias de Montpellier e Montpellieret desenvolveram-se gradualmente. Segundo a lenda, essas aldeias eram, no século X, propriedade das duas irmãs de São Fulcran, bispo de Lodève. Por volta de 975, elas os cederam a Ricuíno, bispo de Maguelone. É certo que em cerca de 990 Ricuíno era dono dessas duas aldeias; ele manteve Montpellieret para si e deu Montpellier como feudo para a família Guillems. Em 1085, Pierre, conde de Sextancião e Melgueil, tornou-se vassalo da Santa Sé para este condado e teve o direito de eleger os bispos de Maguelone. O Papa Urbano II encarregou o bispo de Maguelone de exercer a soberania papal sobre o condado e passou cinco dias na cidade durante sua viagem à França para pregar a Primeira Cruzada. Em 1215, o Papa Inocêncio III concedeu o condado de Melgueil como feudo ao bispo de Maguelone, que então se tornou bispo-conde.
A partir dessa data, os bispos de Maguelone passaram a ter o direito de cunhar moedas. O Papa Clemente IV repreendeu o bispo Bérenger de Frédol em 1266, que havia cunhado uma moeda chamada Miliarensis na qual o nome de Muhammad estava estampado; na verdade, naquela época o bispo, juntamente com o rei de Aragão e o conde de Toulouse, havia autorizado a cunhagem de moedas árabes, não para circulação em Maguelone, mas para exportação.

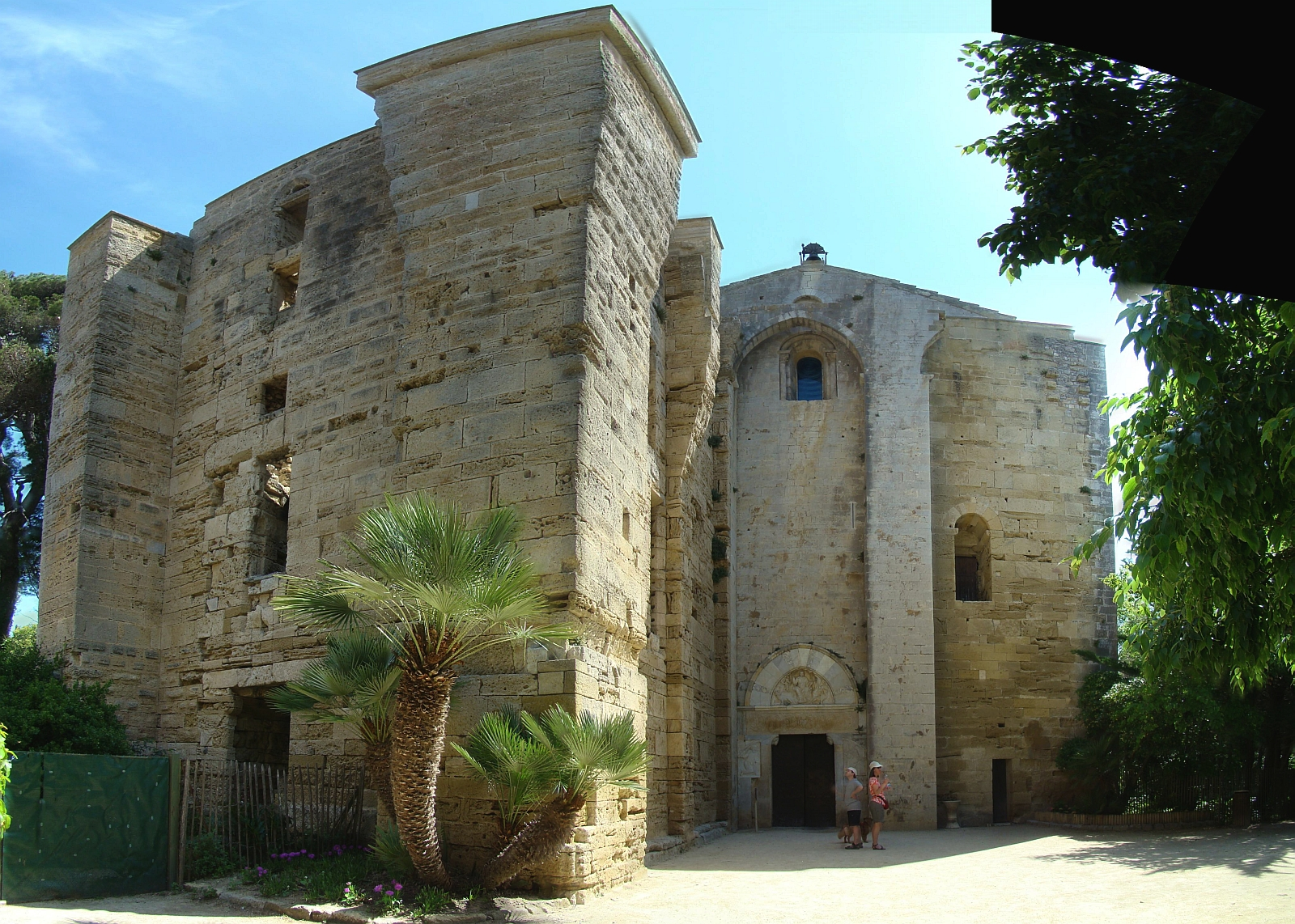
Antiga Catedral de Maguelone.

Em julho de 1204, Montpellier passou para a posse de Pedro II de Aragão, genro do último descendente dos Guillems; Jaime I de Aragão, filho de Pedro II, uniu as cidades ao reino de Maiorca. Em 1292, Bérenger de Frédol, bispo de Maguelone, cedeu Montpellier a Filipe IV da França. Jaime III de Maiorca vendeu Montpellier a Filipe VI em 1349 e a cidade, exceto no período de 1365 a 1382, desde então é francesa.
Urbano V estudou teologia e direito canônico em Montpellier e foi coroado papa pelo Cardeal Andouin Aubert, sobrinho do Papa Inocêncio VI e bispo de Maguelone de 1352 a 1354; consequentemente, os favores de Urbano V para com esta diocese aumentaram muito. Em 1364 fundou o mosteiro beneditino de São Germano em Montpellier e veio pessoalmente a Montpellier para visitar a nova igreja (9 de janeiro - 8 de março de 1367). Ele queria que a cidade fosse cercada por muralhas para que os estudantes pudessem viver em segurança e começou a trabalhar em um canal de comunicação entre Montpellier e o mar.
A pedido do rei Francisco I, que se queixou das epidemias e ataques piratas que constantemente ameaçavam Maguelone, o Papa Paulo III mudou a sé para Montpellier em 27 de março de 1536 em virtude da bula In eminenti militantis. A igreja do mosteiro de São Bento e São Germano, fundada em 1364, foi instituída catedral.
O calvinismo foi introduzido em Montpellier em fevereiro de 1560 pelo pastor Guillaume Mauget e as consequentes guerras de religião tiveram fortes repercussões para a cidade. Durante o reinado de Henrique III, uma espécie de república calvinista foi estabelecida. A cidade foi reconquistada por Luís XIII em outubro de 1622.
O bispo Charles-Joachim Colbert (1696-1738) apoiou o oratoriano Pouget, que em 1702 compôs o famoso "Catecismo de Montpellier", condenado pela Santa Sé em 1712 e em 1721 por suas doutrinas Jansenistas.
Depois de 1789 devido à Revolução Francesa, o bispo Joseph-François de Malide teve que deixar a diocese e foi exilado na Inglaterra, de onde continuou a seguir sua diocese, que havia confiado a dois padres de confiança e os numerosos padres diocesanos espalhados por toda a Europa. Antes da concordata de 1801, o Papa Pio VII pediu aos bispos exilados que renunciassem ao governo pastoral da diocese.. Embora inclinado a aderir ao pedido do Papa, o bispo de Montpellier adaptou-se à opinião dos outros doze bispos franceses exilados na Inglaterra, que não concordaram em renunciar. Apesar de manter o título, o Bispo de Malide pediu aos fiéis da diocese que obedecessem ao seu novo bispo, mas mesmo assim uma pequena minoria (les pers) não queria reconhecer ninguém além dele.
Quando a concordata de 1801 redefiniu as dioceses francesas, Montpellier também recebeu o território do  departamento de Tarn, que foi cedido em 1822 em benefício de ereção da Arquidiocese de Albi; e de 1802 a 1822, Montpellier foi sufragânea da Arquidiocese de Toulouse. Em 1822 tornou-se parte da província eclesiástica da Arquidiocese de Avinhão.
Com a bula Qui Christi Domini do Papa Pio VII de 29 de novembro de 1801, a diocese de Béziers foi suprimida, as dioceses de Agde, Lodève e Saint-Pons-de-Thomières e seus territórios incorporados ao da diocese de Montpellier. Um escrito papal datado de 16 de junho de 1877 concedeu aos bispos de Montpellier o direito de unir os títulos dessas quatro dioceses suprimidas aos seus próprios.
No dia 8 de dezembro de 2002, com a reorganização das circunscrições eclesiásticas francesas, a diocese foi elevada à categoria de arquidiocese metropolitana.

## Prelados

### Sé de Maguelone
- Boécio † (mencionado em 589)
- Genésio † (antes de 597 - depois de 633)
- Gumildo † (mencionado em 672 ou 673)
- Vicente † (mencionado em 683)
- João † (mencionado em 788 ou 791)
- Ricuíno I † (antes de 812 - depois de 817 ?)[10]
- Argemiro † (mencionado em 818 ou 819)
- Estabelo (Stabile) † (antes de 821 - depois de 823)[11]
- Maldomaro † (mencionado em 867)[12]
- Abbo † (antes de 875 - depois de 897)
- Gontário † (antes de 906 - depois de 909)
- Pôncio † (antes de 937 - depois de 947)
- Ricuíno II † (mencionado em 975)
- Pierre de Melgueil † (antes de 999 - 1025)
- Arnaud I † (cerca 1030 - cerca 1060)
  - Bertrand I † (1061 - 1079) (ilegítimo)
- Godefroi (o Geoffroi) † (1080 - 1103)
- Gautier de Lille † (1104 - 1128)
- Raimond † (1129 - 1158)
- Jean de Montlaur I † (1159 - 1190)
- Guillaume de Raimond † (1190 - 1195)
- Guillaume de Fleix † (1195 - 1202)
- Guillaume d'Autignac (ou Antignac) † (1203 - 1216)
- Bernard de Mèze † (1216 - 1230)
- Jean de Montlaur II † (1234 - 1247)
- Reinier Saccoin, O.P. † (1247 - 1249)
- Pierre de Conques † (1249 - 1256)
- Guillaume Christophe † (1256 - 1263)
- Bérenger de Frédol † (1263 - 1296)
- Gaucelin de La Garde † (1296 - 1304)
- Pierre de Lévis de Mirepoix † (1306 - 1309)
- Jean Raimond de Comminges † (1309 - 1317)
- Gaillard Saumate † (1317 - 1318)
- André de Frédol † (1318 - 1328)
- Jean de Vissec † (1328 - 1334)
- Pectin de Montesquieu † (1334 - 1339)
- Arnaud de Verdale † (1339 - 1352)
- Andouin Aubert † (1353)
- Durand de Chapelles † (1353 - 1361)
- Pierre de Canillac † (1361)
- Dieudonné de Canillac, O.S.B. † (1361 - 1366)
- Gaucelin de Déaux (Dreux) † (1367 - 1373)
- Pierre de Vernols, O.S.B. † (1373 - 1389)
- Antoine de Lovier † (1389 - 1405)
- Pierre Adhémar † (1405 - 1418)
- Beato Louis Aleman † (1418 - 1423)
- Guillaume Forestier, O.S.B. † (1423 - 1429)
- Léger Saporis d'Eyragues † (1429 - 1431)
- Bertrand Robert † (1431 - 1432)
- Robert de Rouvres † (1433 - 1453)
- Maur de Valleville † (1453 - 1471)
- Jean Bonald † (1472 - 1487)
- Guillaume Le Roy de Chavigny † (1487 - 1488)
- Izarn Barrière † (1490 - 1498)
  - Raymond Pérault, O.S.A. † (1498 - 1499) (administrador apostólico)
- Guillaume Pellicier I † (1499 - 1526)
- Guillaume Pellicier II † (1526 - 1536[13])

### Sé de Montpellier
- Guillaume Pellicier II † (1536 - 1568)
- Pierre de Rouillie † (1570 - ?)
- Antoine de Subjet de Cardot † (1572 - 1596)
- Guitard de Ratte † (1597 - 1602)
- Jean Garnier, O.S.B. † (1602 - 1607)
- Pierre Fenolliet (ou Fenouillet) † (1608 - 1652)
- Rinaldo d'Este † (1653 - 1655)
- François Bosquet † (1656 - 1676)
- Charles de Pradel † (1676 - 1696)
- Charles-Joachim Colbert de Croissy † (1697 - 1738)
- Georges-Lazare Berger de Charancy † (1738 - 1748)
- Louis-François-Renaud de Villeneuve † (1748 - 1766)
- Raymond de Durfort † (1766 - 1774)
- Joseph-François de Malide † (1774 - 1802)[14]
- Jean-Louis-Simon Rollet † (1802 - 1806)
- Nicolas-Marie Fournier de la Contamine † (1806 - 1834)
- Charles-Thomas Thibault † (1835 - 1861)
- François-Marie-Joseph Lecourtier † (1861 - 1874)
- François-Marie-Anatole de Rovérié de Cabrières † (1874 - 1921)
- René-Pierre Mignen † (1922 - 1931)
- Gabriel Brunhes † (1932 - 1949)
- Jean Duperray † (1949 - 1957)
- Cyprien-Louis-Pierre-Clément Tourel † (1958 - 1976)
- Louis Antoine Marie Boffet † (1976 - 1996)
- Jean-Pierre Bernard Ricard (1996 - 2001)
- Guy Marie Alexandre Thomazeau (2002 - 2011)
- Pierre-Marie Joseph Carré (2011 - 2022)
- Norbert José Henri Turini (desde 2022)